# 2020年南美球會盃
2020年南美球會盃是第 19 屆的南美球會盃賽事，由南美洲足球協會主辦，為南美洲內第二級的足球球會賽事。
2019年10月17日，南美洲足協宣佈本屆賽事決賽會在2020年11月7日，於阿根廷科爾多瓦的馬里奧·艾拔圖·甘巴斯體育場舉行。 賽事冠軍可獲得2021年南美自由盃的參賽資格。另外可與2020年南美自由盃冠軍角逐2021年南美超級盃，並且與2020年日本聯賽盃冠軍參角逐2021年駿河銀行錦標賽。

## 參賽球隊
以下 44 隊來自 10 個國家會參與本屆賽事，所有球隊均於第一圈開始角逐：
- 阿根廷及巴西：各 6 個席位
- 其餘國家：各 4 個席位

| 國家              | 球隊（席位）                 | 參賽途徑                                                                    |
| ----------------- | ---------------------------- | --------------------------------------------------------------------------- |
| 阿根廷 6 個席位   | 小阿根廷人（阿根廷 1）       | 2019年阿根廷超級聯賽盃 成績最佳但未能晉身2020年南美自由盃球隊               |
| 阿根廷 6 個席位   | 沙士菲（阿根廷 2）           | 2018–19年阿根廷足球甲級聯賽 成績最佳但未能晉身2020年南美自由盃球隊          |
| 阿根廷 6 個席位   | 獨立隊（阿根廷 3）           | 2018–19年阿根廷足球甲級聯賽 成績第二佳但未能晉身2020年南美自由盃球隊        |
| 阿根廷 6 個席位   | 聖達菲聯（阿根廷 4）         | 2018–19年阿根廷足球甲級聯賽 成績第三佳但未能晉身2020年南美自由盃球隊        |
| 阿根廷 6 個席位   | 颶風隊（阿根廷 5）           | 2018–19年阿根廷足球甲級聯賽 成績第四佳但未能晉身2020年南美自由盃球隊        |
| 阿根廷 6 個席位   | 拉魯斯（阿根廷 6）           | 2018–19年阿根廷足球甲級聯賽 成績第五佳但未能晉身2020年南美自由盃球隊        |
| 玻利维亚 4 個席位 | 國民普托斯（玻利維亞 1）     | 2019年玻利維亞足球甲級聯賽 總積分榜成績最佳但未能晉身2020年南美自由盃球隊   |
| 玻利维亚 4 個席位 | 邦明（玻利維亞 2）           | 2019年玻利維亞足球甲級聯賽 總積分榜成績第二佳但未能晉身2020年南美自由盃球隊 |
| 玻利维亚 4 個席位 | 常準備者（玻利維亞 3）       | 2019年玻利維亞足球甲級聯賽 總積分榜成績第三佳但未能晉身2020年南美自由盃球隊 |
| 玻利维亚 4 個席位 | 奧利恩特（玻利維亞 4）       | 2019年玻利維亞足球甲級聯賽 總積分榜成績第四佳但未能晉身2020年南美自由盃球隊 |
| 巴西 6 個席位     | 福塔雷薩（巴西 1）           | 2019年巴西足球甲級聯賽 成績最佳但未能晉身2020年南美自由盃球隊               |
| 巴西 6 個席位     | 戈亞斯（巴西 2）             | 2019年巴西足球甲級聯賽 成績第二佳但未能晉身2020年南美自由盃球隊             |
| 巴西 6 個席位     | 巴希亞（巴西 3）             | 2019年巴西足球甲級聯賽 成績第三佳但未能晉身2020年南美自由盃球隊             |
| 巴西 6 個席位     | 華斯高（巴西 4）             | 2019年巴西足球甲級聯賽 成績第四佳但未能晉身2020年南美自由盃球隊             |
| 巴西 6 個席位     | 明尼路（巴西 5）             | 2019年巴西足球甲級聯賽 成績第五佳但未能晉身2020年南美自由盃球隊             |
| 巴西 6 個席位     | 富明尼斯（巴西 6）           | 2019年巴西足球甲級聯賽 成績第六佳但未能晉身2020年南美自由盃球隊             |
| 智利 4 個席位     | 卡拉雷聯（智利 1）           | 2019年智利甲組足球聯賽 成績最佳但未能晉身2020年南美自由盃球隊               |
| 智利 4 個席位     | 哥甘保（智利 2）             | 2019年智利甲組足球聯賽 成績第二佳但未能晉身2020年南美自由盃球隊             |
| 智利 4 個席位     | 侯治柏度（智利 3）           | 2019年智利甲組足球聯賽 成績第三佳但未能晉身2020年南美自由盃球隊             |
| 智利 4 個席位     | 奧達斯（智利 4）             | 2019年智利甲組足球聯賽 成績第四佳但未能晉身2020年南美自由盃球隊             |
| 哥伦比亚 4 個席位 | 卡利（哥倫比亞 1）           | 2019年哥倫比亞足球甲級聯賽總積分榜 成績最佳但未能晉身2020年南美自由盃球隊   |
| 哥伦比亚 4 個席位 | 國民體育會（哥倫比亞 2）     | 2019年哥倫比亞足球甲級聯賽總積分榜 成績第二佳但未能晉身2020年南美自由盃球隊 |
| 哥伦比亚 4 個席位 | 米倫拿列奧（哥倫比亞 3）     | 2019年哥倫比亞足球甲級聯賽總積分榜 成績第三佳但未能晉身2020年南美自由盃球隊 |
| 哥伦比亚 4 個席位 | 帕斯度（哥倫比亞 4）         | 2019年哥倫比亞足球甲級聯賽總積分榜 成績第四佳但未能晉身2020年南美自由盃球隊 |
| 4 個席位          | 基多天主教大學（厄瓜多爾 1） | 2019年厄瓜多爾甲組足球聯賽總積分榜 成績最佳但未能晉身2020年南美自由盃球隊   |
| 4 個席位          | 奧卡斯（厄瓜多爾 2）         | 2019年厄瓜多爾甲組足球聯賽總積分榜 成績第二佳但未能晉身2020年南美自由盃球隊 |
| 4 個席位          | 艾美歷克（厄瓜多爾 3）       | 2019年厄瓜多爾甲組足球聯賽總積分榜 成績第三佳但未能晉身2020年南美自由盃球隊 |
| 4 個席位          | 國家體育會（厄瓜多爾 4）     | 2019年厄瓜多爾甲組足球聯賽總積分榜 成績第四佳但未能晉身2020年南美自由盃球隊 |
| 巴拉圭 4 個席位   | 索爾德阿美利加（巴拉圭 1）   | 2019年巴拉圭足球甲級聯賽總積分榜 成績最佳但未能晉身2020年南美自由盃球隊     |
| 巴拉圭 4 個席位   | 國民會（巴拉圭 2）           | 2019年巴拉圭足球甲級聯賽總積分榜 成績第二佳但未能晉身2020年南美自由盃球隊   |
| 巴拉圭 4 個席位   | 亞松森河床（巴拉圭 3）       | 2019年巴拉圭足球甲級聯賽總積分榜 成績第三佳但未能晉身2020年南美自由盃球隊   |
| 巴拉圭 4 個席位   | 路昆奴（巴拉圭 4）           | 2019年巴拉圭足球甲級聯賽總積分榜 成績第四佳但未能晉身2020年南美自由盃球隊   |
| 秘鲁 4 個席位     | 漢卡約（秘魯 1）             | 2019年秘魯足球甲級聯賽總積分榜 成績最佳但未能晉身2020年南美自由盃球隊       |
| 秘鲁 4 個席位     | 梅格（秘魯 2）               | 2019年秘魯足球甲級聯賽總積分榜 成績第二佳但未能晉身2020年南美自由盃球隊     |
| 秘鲁 4 個席位     | 古斯哥（秘魯 3）             | 2019年秘魯足球甲級聯賽總積分榜 成績第三佳但未能晉身2020年南美自由盃球隊     |
| 秘鲁 4 個席位     | 格魯體育會（秘魯 4）         | 2019年百年紀念盃 冠軍                                                       |
| 乌拉圭 4 個席位   | 蒙特維多利物浦（烏拉圭 1）   | 2019年烏拉圭足球甲級聯賽季中錦標賽 冠軍                                     |
| 乌拉圭 4 個席位   | 帕拉薩（烏拉圭 2）           | 2019年烏拉圭足球甲級聯賽總積分榜 成績第二佳但未能晉身2020年南美自由盃球隊   |
| 乌拉圭 4 個席位   | 蒙特維多河床（烏拉圭 3）     | 2019年烏拉圭足球甲級聯賽總積分榜 成績第三佳但未能晉身2020年南美自由盃球隊   |
| 乌拉圭 4 個席位   | 芬斯（烏拉圭 4）             | 2019年烏拉圭足球甲級聯賽總積分榜 成績第四佳但未能晉身2020年南美自由盃球隊   |
| 委内瑞拉 4 個席位 | FC薩莫拿（委內瑞拉 1）       | 2019年委內瑞拉盃 冠軍                                                       |
| 委内瑞拉 4 個席位 | 米拿羅斯（委內瑞拉 2）       | 2019年委內瑞拉足球甲級聯賽春季 亞軍                                         |
| 委内瑞拉 4 個席位 | 拉尼洛斯（委內瑞拉 3）       | 2019年委內瑞拉足球甲級聯賽秋季 成績最佳但未能晉身2020年南美自由盃球隊       |
| 委内瑞拉 4 個席位 | 阿拉瓜（委內瑞拉 4）         | 2019年委內瑞拉足球甲級聯賽 總積分榜成績最佳但未能晉身2020年南美自由盃球隊   |

另外，還有 10 隊從2020年南美自由盃轉戰至南美球會盃的球隊，均會進入第二圈賽事角逐。
| 外圍賽第三圈成績最佳球隊 |
| ------------------------ |
| 圖庫曼體育會             |
| 杜利馬                   |
| 小組賽第三位球隊         |
| 巴蘭基亞青年             |
| 玻利瓦爾                 |
| 杜利馬                   |
| 聖保羅                   |
| 天主教大學               |
| 梅里達學生隊             |
| 防衛者                   |
| 卡拉卡斯                 |

## 賽程表
下表為本屆賽事之賽程。
| 階段     | 抽籤日期       | 首回合                                               | 次回合                                               |
| -------- | -------------- | ---------------------------------------------------- | ---------------------------------------------------- |
| 第一圈   | 2019年12月17日 | - 2020年2月4–6日 - 2020年2月11–13日                  | - 2020年2月18–20日 - 2020年2月25–27日                |
| 第二圈   | 2020年5月13日  | 2020年5月19–21日                                     | 2020年5月26–28日                                     |
| 十六強   | 2020年5月13日  | 2020年7月21–23日                                     | 2020年7月28–30日                                     |
| 半準決賽 | 2020年5月13日  | 2020年8月18–20日                                     | 2020年8月25–27日                                     |
| 準決賽   | 2020年5月13日  | 2020年9月22–24日                                     | 2020年9月29–10月1日                                  |
| 決賽     | 2020年5月13日  | 2020年11月7日 於科爾多瓦，馬里奧·艾拔圖·甘巴斯體育場 | 2020年11月7日 於科爾多瓦，馬里奧·艾拔圖·甘巴斯體育場 |

## 抽籤
第一圈抽籤儀式於2019年12月17日，在巴拉圭盧克的南美洲足球協會會議中心舉行。 於第一圈賽事中，球隊會按他們的地理位置被分成兩組：
- A組（南部）： 22 隊來自阿根廷、玻利維亞、智利、巴拉圭、烏拉圭
- B組（北部）： 22 隊來自巴西、哥倫比亞、厄瓜多爾、秘魯、委內瑞拉

## 第一圈
第一圈賽事會以主客兩回合制形式進行，設有作客入球優惠。假如仍然未能決出勝負，不會進行加時賽，而會直接以互射十二碼定勝負。
首回合賽事會於2020年2月4–6日和2月11–13日進行，次回合賽事則會於2月18–20日和2月25–27日進行。
}
| 第一隊         | 總比數      | 第二隊         | 首回合 | 次回合 |
| -------------- | ----------- | -------------- | ------ | ------ |
| 哥甘保         | 3–1         | 阿拉瓜         | 3–0    | 0–1    |
| 華斯高         | 1–0         | 奧利恩特       | 1–0    | 0–0    |
| 邦明           | 0–5         | 艾美歷克       | 0–3    | 0–2    |
| FC薩莫拿       | 1–3         | 帕拉薩         | 1–0    | 0–3    |
| 國民普托斯     | 2–2（3–4 ） | 梅格           | 0–2    | 2–0    |
| 格魯體育會     | 1–3         | 蒙特維多河床   | 1–2    | 0–1    |
| 聖達菲聯       | 3–2         | 明尼路         | 3–0    | 0–2    |
| 巴希亞         | 6–1         | 國民會         | 3–0    | 3–1    |
| 芬斯           | 3–2         | 國家體育會     | 1–0    | 2–2    |
| 國民體育會     | 4–1         | 颶風隊         | 3–0    | 1–1    |
| 索爾德阿美利加 | 2–0         | 戈亞斯         | 1–0    | 1–0    |
| 米拿羅斯       | 4–5         | 路昆奴         | 2–3    | 2–2    |
| 沙士菲         | 2–2（客）   | 奧卡斯         | 1–0    | 1–2    |
| 米倫拿列奧     | 2–1         | 常準備者       | 2–0    | 0–1    |
| 拉魯斯         | 3–2         | 基多天主教大學 | 3–0    | 0–2    |
| 卡利           | 5–2         | 亞松森河床     | 2–1    | 3–1    |
| 小阿根廷人     | 1–1（客）   | 漢卡約         | 1–1    | 0–0    |
| 富明尼斯       | 1–1（客）   | 卡拉雷聯       | 1–1    | 0–0    |
| 侯治柏度       | 2–0         | 帕斯度         | 1–0    | 1–0    |
| 古斯哥         | 2–3         | 奧達斯         | 2–0    | 0–3    |
| 獨立隊         | 2–2（客）   | 福塔雷薩       | 1–0    | 1–2    |
| 拉尼洛斯       | 0–7         | 蒙特維多利物浦 | 0–2    | 0–5    |

## 第二圈
第二圈賽事會以主客兩回合制形式進行，設有作客入球優惠。假如仍然未能決出勝負，不會進行加時賽，而會直接以互射十二碼定勝負。

## 決賽
| 2021年1月23日 17:00 UTC−3 (21:00 UTC+1) |

| 拉魯斯 | 0–3  | 防衛者                                   |
| ------ | ---- | ---------------------------------------- |
|        | 報告 | - Frías 34' - Romero 62' - Camacho 90+2' |

| Estadio Mario Alberto Kempes, Córdoba 觀眾人數：0 ：Jesús Valenzuela (Venezuela) |

## 外部連結
- 2020年南美球會盃 （页面存档备份，存于） RSSSF